# Учёные степени Микки-Мауса
Учёные сте́пени Ми́кки-Ма́уса (англ. Mickey Mouse degrees), ку́рсы Ми́кки-Ма́уса (англ. Mickey Mouse courses) или пти́чьи ку́рсы (англ. bird courses) — дисфемизм, используемый для обозначения недействительного и низкопробного университетского образования или полученной квалификации.
В жаргоне английского языка «Микки-Маус» может обозначать нечто избитое, дилетантское, на что затрачено ничтожное количество времени. В Великобритании и Ирландии может использоваться в значении чего-либо низкоквалифицированного или сфальсифицированного. Понятие закрепилось в английском языке после того, как в Великобритании его начали использовать местные таблоиды.

## Происхождение
Понятие использовалось министром образования Великобритании Маргарет Ходж во время дискуссии о расширении высшего образования. Она определила курс Микки-Мауса как «то, где содержание, возможно, не настолько сильно насыщенное, как ожидается и, следовательно, сама степень не имеет большой значимости на рынке труда», а также указала, что «простое размножение курсов Микки-Мауса не может быть приемлемым». Такое мнение часто возникает в летний период, когда итоговая аттестация проведена, а новые учебные курсы представлены для общественности. Фраза получила широкое хождение в конце 1990-х годов, когда лейбористское правительство задалось целью добиться к 2010 году в системе высшего образования 50% студентов. Курсам Микки-Мауса Ходж противопоставляла четырёхгодичный бакалаврский курс гуманитарных наук (классические языки и философия) в Оксфордском университете, который является итоговой аттестацией студентов (англ. Greats). 
В то же время раньше Ходж о «колледжах неразумности» (англ. Colleges of Unreason) и «школах непоследовательности и уклончивости» (англ. the schools of Inconsistency and Evasion) в романе «Едгин» писал Сэмюэл Баттлер. Сюжет разворачивается в мире, где учёные в первую очередь осваивают науку гипотез и гипотетические языки, поскольку изучение возможностей и отдалённых непредвиденных обстоятельств гораздо лучше подготавливает к ведению исследовательской деятельности, нежели прикладное.
Кроме того, истоки понятия лежат в общей реакции таблоидов и фольклора на некоторые области научного интереса во второй половине XX века. К таковым относятся исследования Ариэля Дорфмана и Арманом Маттеларом колониализма и культурного империализма и название профессорской ставки в Кембриджском университет — диснеевский профессор археологии — названной так в честь барристера и археолога Джона Диснея, и не имеющей никакого отношения в Уолту Диснею.

## Примеры
В 2000 году Стаффордширский университет был высмеян за то, что начал проводить «исследования Дэвида Бекхэма», поскольку в этом виделась полезность для студентов, изучающих социологию, науки о спорте и медиаведение. При этом социолог и культуролог Эллис Кэшмор, преподающий данный курс, подчеркнул, что он не будет сосредоточен на Бекхэме, и что цель его преподавания — «восход футбола от его народных истоков в XVII веке к нынешней мощи, и то центральное место, которое он сегодня занимает в британской, да и вообще в мировой культуре». В июле 2015 года депутат Парламента Великобритании Луиза Баурс в передаче Question Time едко отозвалась об этом модульном курсе, как если бы это был полноценный курс за всё время обучения, хотя её собственное образование, полученное в Блекбёрнском колледже, связано с общественными науками. Также недоумение у общественности вызывали такие учебные курсы, как «менеджмент гольфа» и «сёрфоведение». Подобным образом странным представлялся учебный модуль для получения бакалавра гуманитарных наук по педагогике в Даремском университете, где цель курса заключалась в изучении «предрассудков, гражданства и травли в современном обществе» на примере образа Гарри Поттера.